# Родньонок Павло Петрович
Павло Родньонок (біл. Павел Раднёнак, нар. 30 липня 1964, Мінськ, БРСР) — СРСР та білоруський футболіст, захисник, тренер.

## Клубна кар'єра
Професійну кар'єру розпочав у 1984 році в мінському «Динамо», де й провів більшу частину своєї кар'єри, зігравши в 140 матчах. Сезон 1992/93 років провів у рівненському «Вересі». Наступного сезону захищав кольори російського «Динамо-Газовика» з Тюмені. У 1994 році повернувся в Білорусь і грав за «Атаку-Аура». Кар'єру гравця завершив у сезоні 1998/99 років у мінському «Динамо».

## Кар'єра в збірній
Дебют за збірну Білорусі відбувся 12 жовтня 1994 проти збірної Люксембургу (2:0). Останнім був товариський матч проти збірної Польщі 1 травня 1996 року (1:1). Всього за збірну Роднёнок провів 12 матчів.

## Тренерська кар'єра
Відразу після завершення кар'єри гравця Родньонок став помічником головного тренера мінського «Динамо». У 2000 році був головним тренером столичного клубу. Сезон 2000/01 року був головним тренером клубу СКАФ. З серпня 2001 по травень 2002 року був головним тренером «Славії-Мозир». Після перерви, у 2006 році, став головним тренером юнацької збірної Білорусі. У 2009 році на два роки переїхав до Казахстану, де одночасно був головним тренером молодіжної та юнацької збірної Казахстану. У 2011 році повернувся в Білорусь й керував «Рауденськом». Сезон 2011/12 років керував резервом гродненського «Німану».

## Матчі в єврокубках

### Днамо (Мінськ)
- Кубок УЄФА 1986—1987: 1 матч та 1 гол
- Кубок володарів кубків 1987—1988: 4 матчі
- Кубок УЄФА 1988—1989: 4 матчі

## Досягнення
- Кубок СРСР
  -  Фіналіст (1): 1986/87

- Білоруська футбольна вища ліга
  -  Чемпіон (1): 1992

- Кубок Білорусі
  -  Володар (1): 1992